# يو إف سي 33
يو إف سي 33: النصر في فيغاس (بالإنجليزية: UFC 33: Victory in Vegas)‏ هو حدث لفنون القتال المختلطة نظمته يو إف سي، أُقيم في 28 سبتمبر 2001، على مركز أحداث ماندالاي باي في لاس فيغاس، نيفادا، الولايات المتحدة.